# 127 mm/54 Compact
127 mm/54 Compact — 127-миллиметровая корабельная универсальная установка, разработанная и производимая в Италии компанией OTO Melara. Состоит на вооружении ВМС Италии, а также ВМС Аргентины, Венесуэлы, Нигерии, Нидерландов, Перу, Южной Кореи, Японии. Имеет также облегчённый и упрощённый вариант LW, предназначенный для использования на кораблях небольшого водоизмещения.
Дальнейшим развитием проекта стала артиллерийская установка 127 mm/64 LW.

## Разработка проекта
Разработка 127-миллиметрового орудия по заказу итальянских ВМС была начата компанией OTO Melara около 1965 года. В 1968 году был изготовлен первый пригодный образец, на вооружение артустановка поступила в 1971 году. Поскольку, несмотря на высокие характеристики, установка обладает значительной массой, в 1985 году был разработан облегчённый вариант.

## Конструкция
Артустановка состоит из боевого и подбашенного отделения. Орудие имеет ствол-моноблок длиной 54 калибра, оснащённый высокоэффективным дульным тормозом. Ствол имеет водяное охлаждение. Башня изготовлена из стекловолокна, в конструкции АУ широко использованы лёгкие сплавы. Готовый к стрельбе боезапас находится в трёх вращающихся магазинах шнекового типа, каждый вмещает по 22 полу-унитарных патрона. Боезапас магазинов пополняется из двух нижних элеваторов, которые пополняются вручную. Управление орудием — дистанционное.
127 mm/54 Compact превосходит американскую АУ Mark 45 по скорострельности и количеству готовых к стрельбе боеприпасов, но имеет в 1,5 раза большую массу.